# Aeroporto di Shanghai-Pudong
L'Aeroporto di Shanghai-Pudong(IATA: PVG, ICAO: ZSPD) (cinese 上海浦东国际机场, pinyin Shànghǎi Pǔdōng Guójì Jīcháng) è un aeroporto situato nella parte orientale del distretto di Pudong (Shanghai, Cina). È uno dei due aeroporti che servono la città di Shanghai, insieme all'Aeroporto Internazionale di Shanghai Hongqiao.

## Storia
Negli ultimi anni, grazie al boom economico cinese, ha vissuto un aumento del traffico esponenziale al pari di altre infrastrutture aeroportuali della nazione, che lo ha portato dai circa venti milioni di passeggeri in transito del 2006 agli attuali 76 milioni nel 2019.